# Gymnammodytes capensis
Gymnammodytes capensis és una espècie de peix de la família dels ammodítids i de l'ordre dels perciformes.

## Morfologia
Els mascles poden assolir els 17 cm de longitud total.

## Distribució geogràfica
Es troba des d'Angola fins a Moçambic.